# Біловус стиснутий
Біловус стиснутий, мичка звичайна (Nardus stricta) — вид трав'янистих рослин родини тонконогові (Poaceae). Етимологія: лат. stricta — «стиснутий, жорсткий».

## Опис
Багаторічник. Кореневища короткі. Стебла прямостоячі; 25–60 см завдовжки; жилаві. Листя в основному базальне. Язичок 1–2 мм довжиною. Пластинки листя 4–30 см завдовжки, шириною 0.5–1 мм, шкірясті, жорсткі. Колоски ланцетні; дорсально стиснуті; 5–9 мм довжиною Зернівки 3–4 мм завдовжки. 2n=26.

## Поширення
Північна Африка: Алжир; Азія: Азербайджан, Вірменія, Грузія, Росія, Туреччина; Європа: Білорусь, Естонія, Латвія, Литва, Україна, Австрія, Бельгія, Чехія, Німеччина, Угорщина, Нідерланди, Польща, Словаччина, Швейцарія, Данія, Фінляндія, Ірландія, Норвегія, Швеція, Велика Британія, Албанія, Болгарія, Хорватія, Греція, Італія, Румунія, Сербія, Словенія, Франція, Португалія, Іспанія. Натуралізований у деяких інших країнах.
В Україні зростає на суходільних луках і в заплавах річок, на болотах, в хвойних, змішаних і дрібнолистих лісах, на галявинах і узліссях, прогалинах, вирубках, гарі, уздовж доріг — у Поліссі та Карпатах, часто; в Лісостепу, рідко; в Степу відоме одне місце зростання в Криворізькому р-ні Дніпропетровської обл.

## Галерея

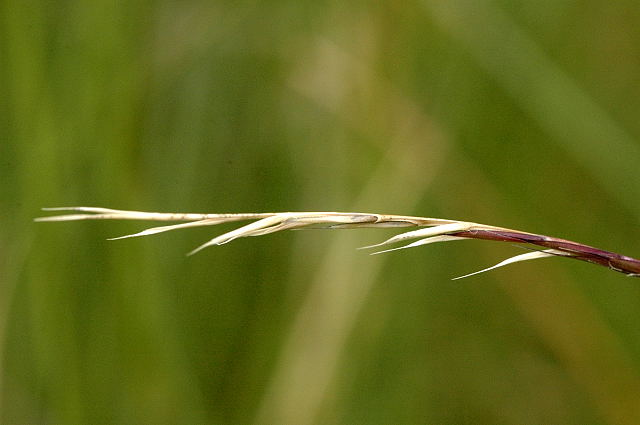
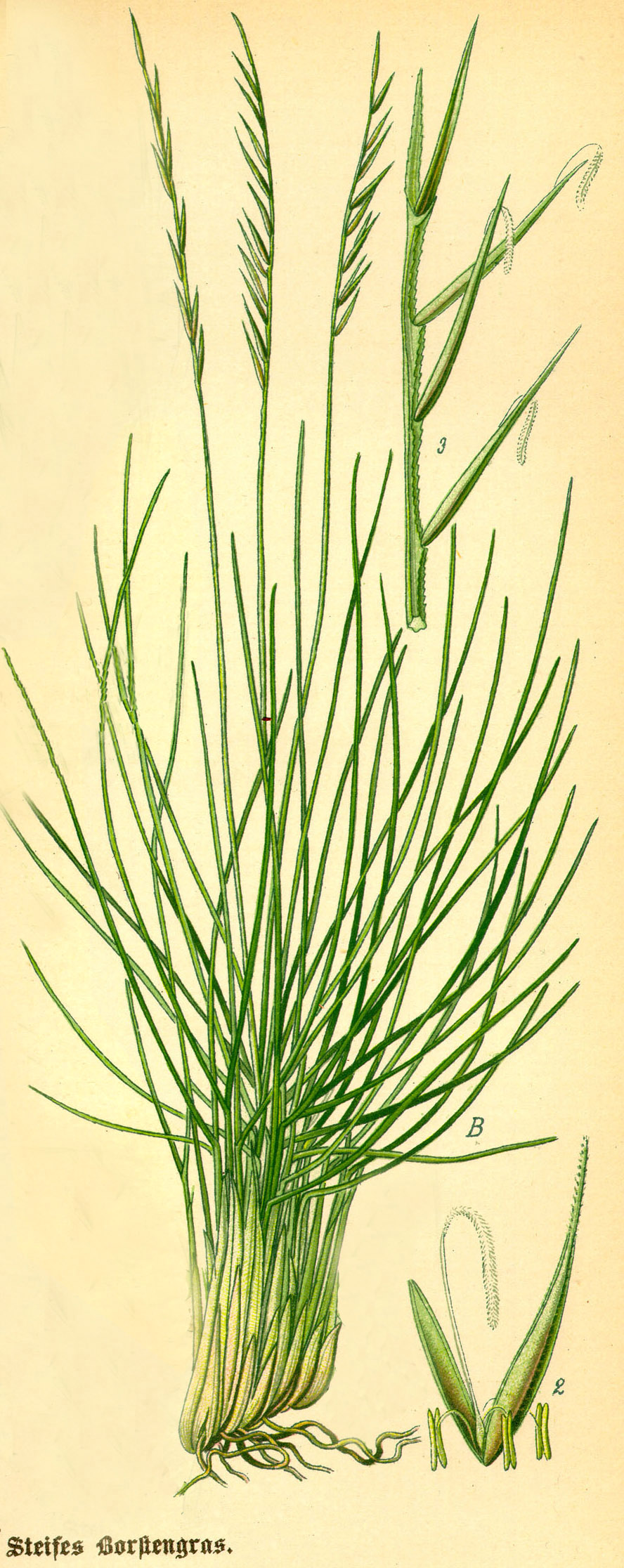